# Hypoxylon
Hypoxylon es un género de hongos en la familia Hypoxylaceae. Suele crecer sobre madera en descomposición, y por lo general es una de las primeras especies en colonizar la madera muerta. Una especie europea común es Hypoxylon fragiforme, que es un habitante común de troncos muertos de haya.
Sobre la base de estudios morfológicos y análisis de secuencias de genes, 27 especies anteriormente asignadas a Hypoxylon sect. Annulata fueron reasignadas a un nuevo género denominado Annulohypoxylon en 2005.

## Uso en el cultivo deTremella fuciformis
Algunas especies del género Hypoxylon se pueden usar para cultivar Tremella fuciformis, uno de los principales hongos medicinales y culinarios de China y Taiwán.
Tremella fuciformis es una levadura parásita que no forma un cuerpo fructífero comestible a menos que parasite a otro hongo. Su hospedador preferido anteriormente denominado Hypoxylon archeri, fue mudado al género  Annulohypoxylon y actualmente se denomina Annulohypoxylon archeri. Los cultivadores suelen emparejar cultivos de Tremella fuciformis con esta especie, pero los libros de cultivo de hongos escritos antes de que se creara el nuevo género sugieren usar otras especies de Hypoxylon.

## Galería

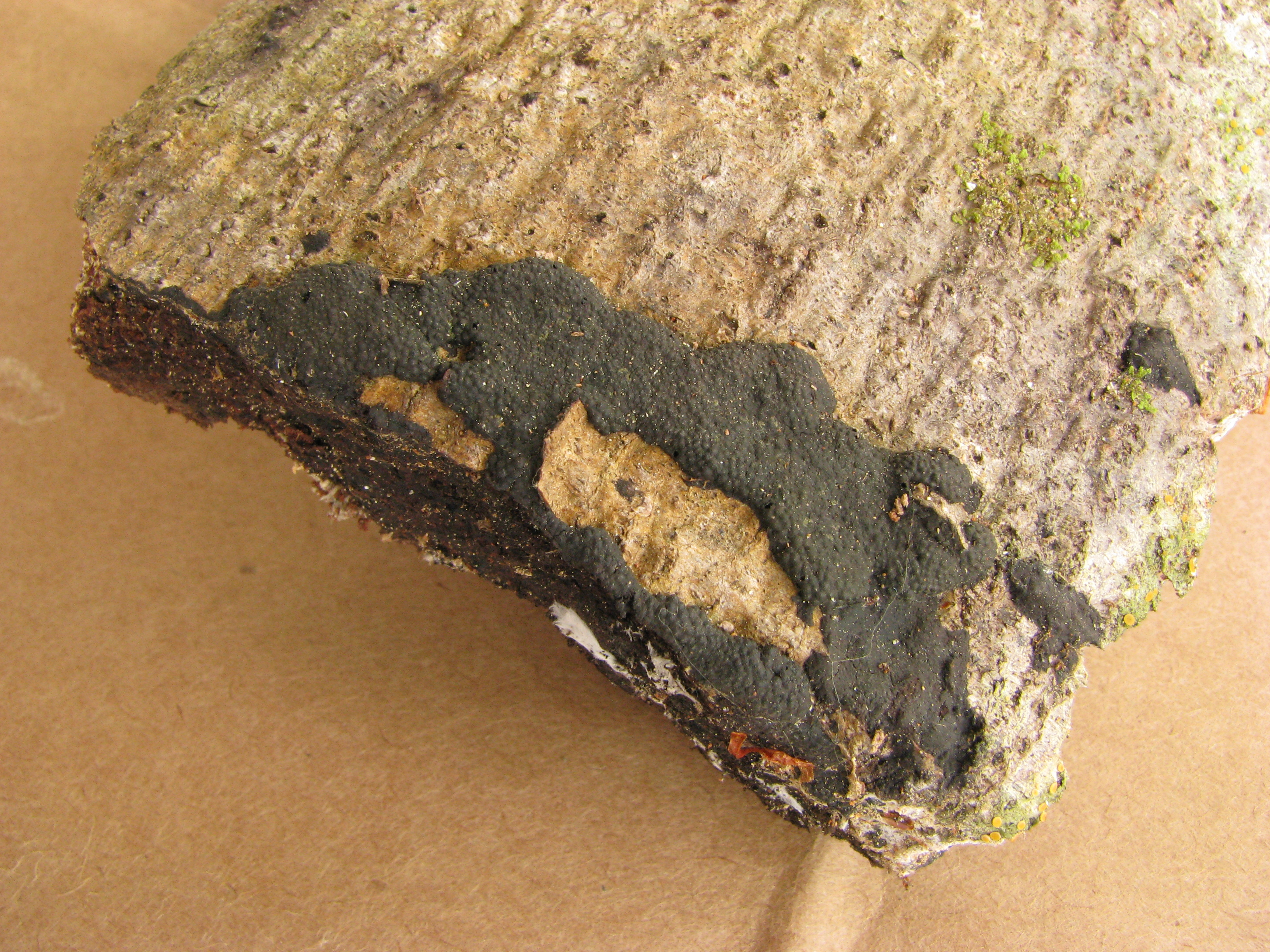
Hypoxylon sp.
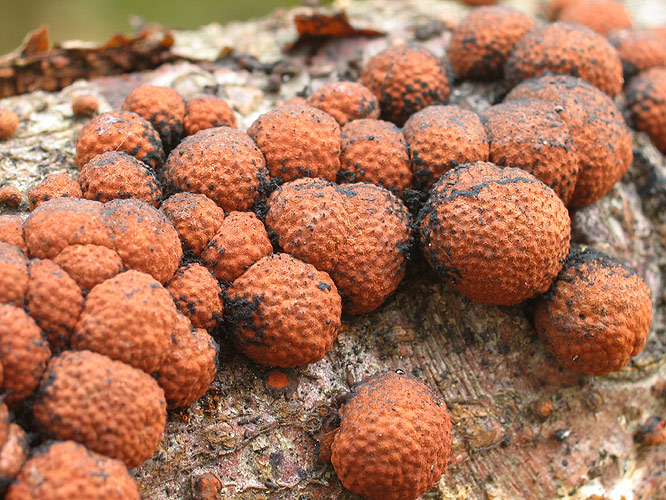
Hypoxylon fragiforme
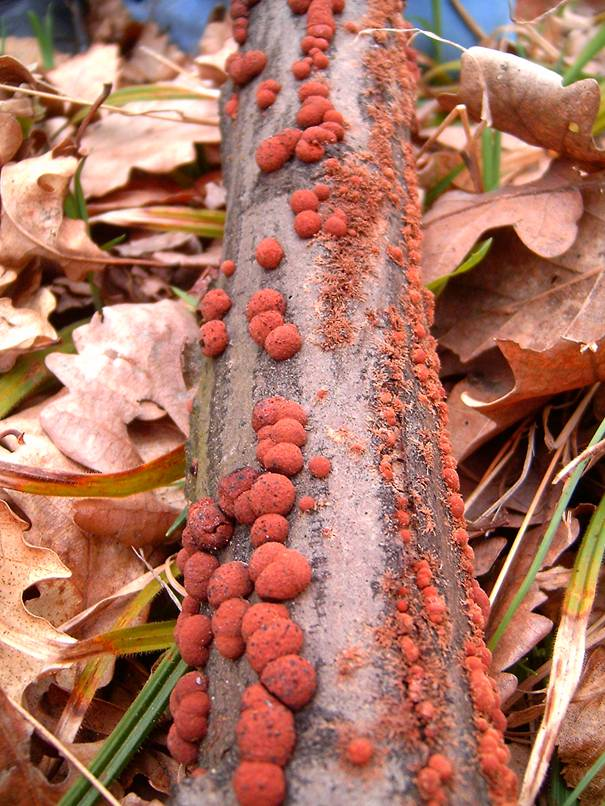
Hypoxylon fragiforme
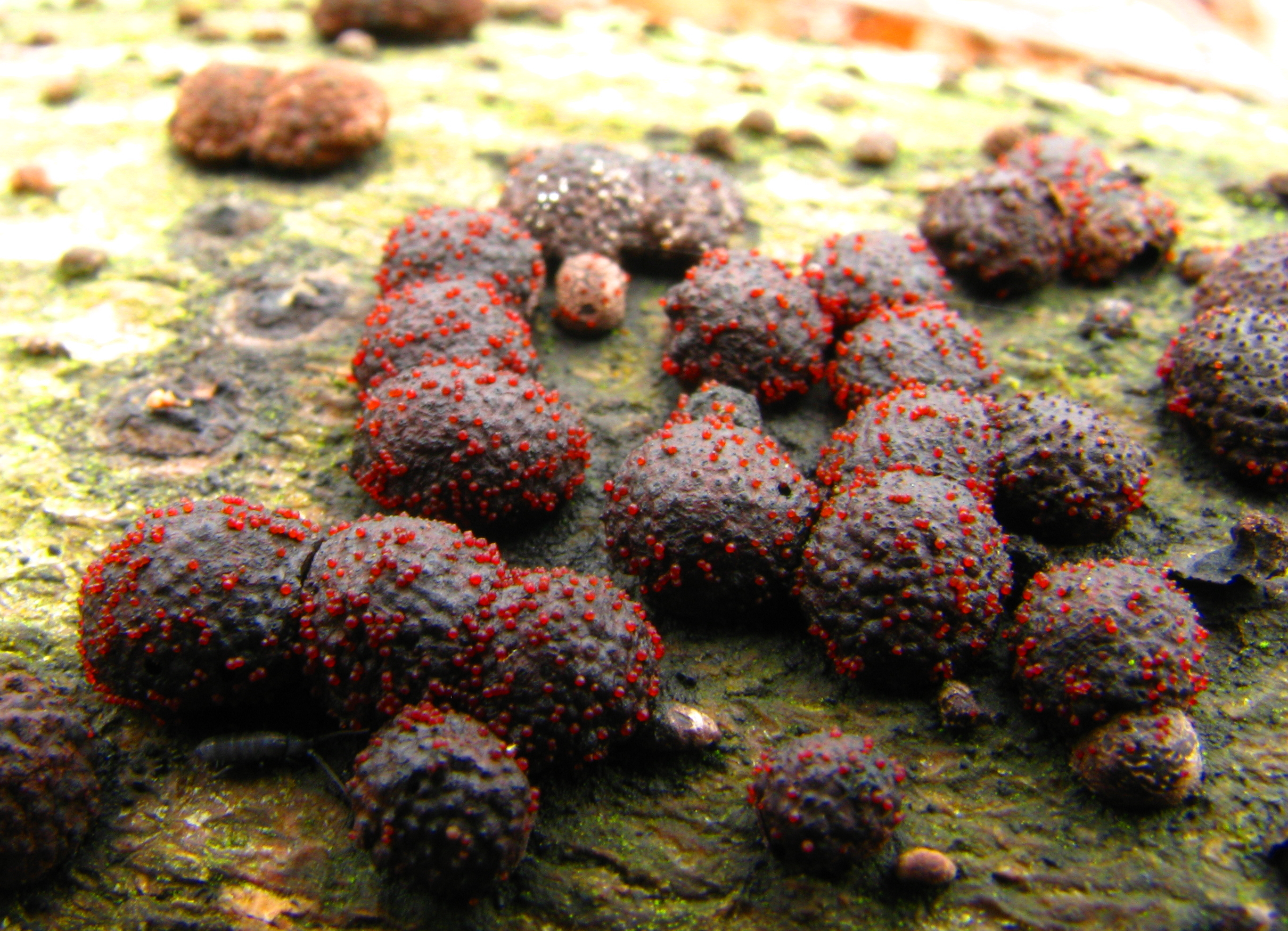
Nectria episphaeria (puntos rojos) creciendo sobre Hypoxylon fragiforme
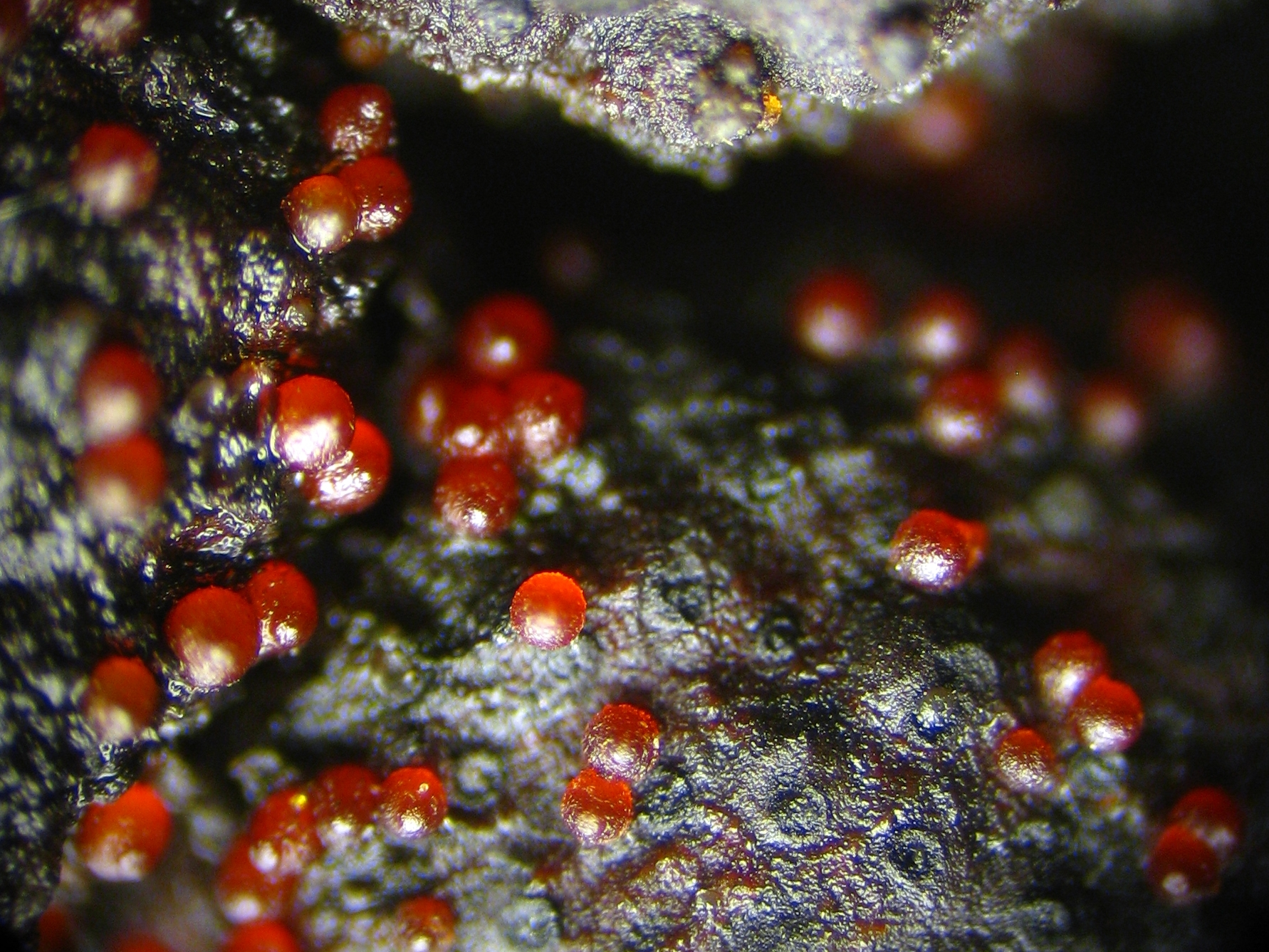
Nectria episphaeria creciendo sobre Hypoxylon fragiforme